# José Mazzili
José Mazzili (nacido y fallecido en Buenos Aires, Argentina) fue un actor argentino que trabajó mayormente en papeles de reparto.
Actualmente no hay datos definitivos sobre su vida personal.

## Carrera
Mazzili se desempeñó desde muy joven en la actuación, Filmando varias filmes y obras teatrales porteñas. Secundó a grandes estrellas de la época dorada cinematogáfica argentina como Libertad Lamarque, Santiago Arrieta, Herminia Franco, Delia Durruty, Iván Caseros, Luis Elías Sojit, Olinda Bozán, Aída Luz, Pepita Muñoz, Pedro Maratea, Oscar Valicelli y Salvador Arcella, entre otros.

### Filmografía
- 1934: Mañana es domingo como el jefe de la oficina
- 1935: Puente Alsina
- 1937: La ley que olvidaron en el papel de Carlos
- 1937: El forastero
- 1937: Los locos del cuarto piso
- 1937: Sol de primavera como Rosendo
- 1939: Campeón por una mujer
- 1941: Mamá Gloria
- 1941: Hogar, dulce hogar
- 1951: Vivir un instante[1]

### Teatro
José Mazzili trabajó en varias obras teatrales, siempre como un rol de reparto. También tuvo la oportunidad de trabajar como director de talleres teatrales en Club Atlético San Lorenzo de Almagro secundado por el actor Pepe Novoa.